# Narcissus (Toreut)
Narcissus war ein antiker römischer Toreut (Metallbildner), wahrscheinlich in der zweiten Hälfte des 1. Jahrhunderts in Italien tätig.
Narcissus ist heute nur noch aufgrund eines Signaturstempels auf einer Kasserolle aus Bronze bekannt. Diese wurde im Fluss Doubs in Mandeure, Frankreich gefunden. Sie befindet sich heute im Musée des Antiquités Nationales in Saint-Germain-en-Laye. Die Signatur lautet lateinisch NARCISSI.

## Einzelbelege
1. ↑  Inventarnummer 9803; Richard Petrovszky: Studien zu römischen Bronzegefäßen mit Meisterstempeln. Leidorf, Buch am Erlbach 1993, S. 276, Nr. N.05.01.
2. ↑  CIL 13, 10027,030.

| Personendaten    | Personendaten                              |
| ---------------- | ------------------------------------------ |
| NAME             | Narcissus                                  |
| KURZBESCHREIBUNG | antiker römischer Toreut                   |
| GEBURTSDATUM     | 1. Jahrhundert v. Chr. oder 1. Jahrhundert |
| STERBEDATUM      | 1. Jahrhundert oder 2. Jahrhundert         |